# 충북고등학교
충북고등학교(忠北高等學校)는 대한민국 충청북도 청주시 서원구 분평동에 있는 공립 고등학교이다.

## 학교 연혁
- 1973년 2월 22일 : 주성고등학교 학교설립 인가(24학급)
- 1973년 3월 1일 : 충북고등학교로 교명 변경 인가
- 1973년 3월 10일 : 개교 및 입학식(488명)
- 1973년 6월 20일 : 개교 기념식
- 1976년 2월 5일 : 제1회 졸업식
- 2001년 5월 14일 : 청운관 준공
- 2017년 3월 1일 : 고교 교육력제고 선도학교 선정·운영
- 2018년 3월 1일 : 행복씨앗학교 지정 운영(2018년~2021년)
- 2020년 3월 1일 : 교과특성화학교 선정·운영
- 2022년 3월 1일 : 고교학점제 연구학교 선정·운영
- 2024년 2월 7일 : 제49회 졸업식(229명, 누계 22,116명)
- 2024년 3월 1일 : 제25대 홍순두 교장 취임
- 2024년 3월 4일 : 2024학년도 제52회 입학식(10학급 295명)

## 참고 자료
- 충북고등학교 - 한국교육학술정보원 학교알리미